# قضاء جبل ريمة
قضاء جبل ريمة أحد أقضية لواء الحديدة التابع لولاية اليمن في العهد العثماني، حيث قسمت الدولة العثمانية ما كانت تحكمه من ولاية اليمن إلى أربعة ألوية رئيسية، ويندرج تحته عدد من الأقضية، ويشمل كل قضاء عدة مخاليف أو النواحي.
وتتبعه نواحي: ريمة ، الجعفرية،كسمة ،السلفية.